# Piodermatitis
Piodermatitis o piodèrmia significa qualsevol malaltia de la pell que és piògena (que forma pus). Aquesta inclou infeccions bacterianes superficials com l'impetigen, l'ectima, fol·liculitis, l'impetigen de Bockhart, el furóncol, el carboncle, l'úlcera tropical, la piodèrmia gangrenosa (en cas d'immunodeficiència), etc. La piodermatitis afecta més de 111 milions de nens a tot el món, convertint-se en un dels tres trastorns de la pell més comuns en els nens, juntament amb la sarna i la dermatofitosi .